# Campionat de Catalunya de bàsquet masculí 1955-1956
El Campionat de Catalunya de Primera Divisió de bàsquet 1955-56 fou la trenta-unena edició de la competició. Se celebrà des de l'1 de setembre de 1955 fins al juny de 1956 i fou organitzada per la Federació Catalana de Basquetbol. Hi participaren divuit equips i es disputà en dues fases, una primera en format de lliga regular a doble volta, i una segona, amb el mateix format per definir el campió de la competició. A la primera fase, els clubs participants s'agruparen en dos grups de nou equips cadascun i disputaren una lliga regular de setze jornades. Els tres primers equips classificats d'ambdós grups accediren a la fase final pel títol, mentre que la resta d'equips disputaren la fase final per la permanència.

## Clubs participants
- Club Basquetbol Aismalíbar
- Círcol Catòlic Badalona
- Club Joventut Badalona
- Club Futbol Barcelona
- JACE Calella
- Club Bàsquet Carol Sabadell
- RCD Espanyol
- Club Esportiu Laietà
- Club Deportiu Mataró
- Club Bàsquet Metropolitano
- Club Bàsquet Mollet
- Unió Esportiva Montgat
- Club Bàsquet Olesa
- Picadero Jockey Club
- Unió Esportiva i Recreativa Pineda de Mar
- Club Bàsquet Sant Adrià
- Club Bàsquet Sant Josep
- Club Bàsquet Santfeliuenc

## Primera fase

### Grup 1
|  | Equip classificat per la fase final             |
|  | Equip classificat per la fase de la permanència |

| Pos | Equip            | PJ | G  | P  | PF  | PC  | DP   | Pts |  | FCB | ESP   | STF | CAL   | PIN | MOL | STA   | MET   | PIC |
| --- | ---------------- | -- | -- | -- | --- | --- | ---- | --- |  | --- | ----- | --- | ----- | --- | --- | ----- | ----- | --- |
| 1   | CF Barcelona     | 16 | 15 | 1  | 964 | 705 | +259 | 31  |  | —   |       |     |       |     |     |       |       |     |
| 2   | RCD Espanyol     | 16 | 11 | 5  | 851 | 701 | +150 | 27  |  |     | —     |     |       |     |     |       |       |     |
| 3   | CB Santfeliuenc  | 16 | 9  | 7  | 728 | 768 | −40  | 25  |  |     |       | —   |       |     |     | 27–25 |       |     |
| 4   | JACE Calella     | 16 | 9  | 7  | 827 | 743 | +84  | 25  |  |     |       |     | —     |     |     |       |       |     |
| 5   | UDR Pineda       | 16 | 8  | 8  | 687 | 775 | −88  | 24  |  |     | 45–37 |     |       | —   |     |       |       |     |
| 6   | CB Mollet        | 16 | 7  | 9  | 815 | 857 | −42  | 23  |  |     |       |     | 47–45 |     | —   |       |       |     |
| 7   | CB Sant Adrià    | 16 | 5  | 11 | 640 | 728 | −88  | 21  |  |     |       |     |       |     |     | —     |       |     |
| 8   | CB Metropolitano | 16 | 4  | 12 | 656 | 727 | −71  | 20  |  |     |       |     |       |     |     |       | —     |     |
| 9   | Picadero JC      | 16 | 4  | 12 | 704 | 868 | −164 | 20  |  |     |       |     |       |     |     |       | 39–50 | —   |

### Grup 2
|  | Equip classificat per la fase final             |
|  | Equip classificat per la fase de la permanència |

| Pos | Equip             | PJ | G  | P  | PF   | PC  | DP   | Pts |  | CJB | AIS   | MAT | SAB   | BAD | STJ | LAI | MON   | OLE   |
| --- | ----------------- | -- | -- | -- | ---- | --- | ---- | --- |  | --- | ----- | --- | ----- | --- | --- | --- | ----- | ----- |
| 1   | Joventut Badalona | 16 | 14 | 2  | 1055 | 725 | +330 | 30  |  | —   |       |     |       |     |     |     |       |       |
| 2   | CB Aismalíbar     | 16 | 13 | 3  | 1088 | 802 | +286 | 29  |  |     | —     |     |       |     |     |     |       |       |
| 3   | CE Mataró         | 16 | 12 | 4  | 871  | 819 | +52  | 28  |  |     |       | —   |       |     |     |     | 78–52 |       |
| 4   | CB Carol Sabadell | 16 | 11 | 5  | 804  | 751 | +53  | 27  |  |     |       |     | —     |     |     |     |       |       |
| 5   | CC Badalona       | 16 | 6  | 10 | 776  | 858 | −82  | 22  |  |     |       |     | 38–50 | —   |     |     |       |       |
| 6   | CB Sant Josep     | 16 | 5  | 11 | 642  | 832 | −190 | 21  |  |     | 21–54 |     |       |     | —   |     |       |       |
| 7   | CE Laietà         | 15 | 6  | 9  | 745  | 783 | −38  | 21  |  |     |       |     |       |     |     | —   |       | 79–47 |
| 8   | UE Montgat        | 16 | 4  | 12 | 748  | 882 | −134 | 20  |  |     |       |     |       |     |     |     | —     |       |
| 9   | CB Olesa          | 16 | 1  | 15 | 682  | 959 | −277 | 17  |  |     |       |     |       |     |     |     |       | —     |

## Segona fase

### Fase final pel títol
| Pos | Equip             | PJ | G | P | PF  | PC  | DP   | Pts |  | AIS   | CJB   | ESP   | FCB   | MAT   | STF   |
| --- | ----------------- | -- | - | - | --- | --- | ---- | --- |  | ----- | ----- | ----- | ----- | ----- | ----- |
| 1   | CB Aismalíbar     | 10 | 8 | 2 | 674 | 307 | +367 | 18  |  | —     | 62–47 | 75–46 | 65–52 |       | 82–57 |
| 2   | Joventut Badalona | 10 | 7 | 3 | 564 | 476 | +88  | 17  |  | 46–59 | —     | 71–63 | 63–37 | 36–26 | 73–41 |
| 3   | RCD Espanyol      | 10 | 5 | 5 | 542 | 568 | −26  | 15  |  | 63–60 | 41–54 | —     | 58–50 |       |       |
| 4   | CF Barcelona      | 10 | 4 | 6 | 534 | 524 | +10  | 14  |  | 53–67 | 35–53 |       | —     | 71–30 | 56–37 |
| 5   | CD Mataró         | 10 | 3 | 7 | 421 | 554 | −133 | 13  |  | 70–66 | 66–61 | 56–61 |       | —     | 35–42 |
| 6   | CB Santfeliuenc   | 10 | 3 | 7 | 421 | 586 | −165 | 13  |  |       | 46–60 | 40–34 |       | 48–34 | —     |

| Campió de Catalunya de bàsquet 1955-56  |
| --------------------------------------- |
| Club Basquetbol Aismalíbar Primer títol |

### Fase de permanència
| Pos | Equip            | PJ | G  | P  | PF   | PC   | DP   | Pts |  | ORI   | OLE   | LAI   | MOL   | CAL   | BAD   | PIN   | STA   | STJ   | MON   | PIC   | MET   |
| --- | ---------------- | -- | -- | -- | ---- | ---- | ---- | --- |  | ----- | ----- | ----- | ----- | ----- | ----- | ----- | ----- | ----- | ----- | ----- | ----- |
| 1   | CB Orillo Verde  | 22 | 16 | 6  | 1248 | 1084 | +164 | 38  |  | —     | 43–32 | 60–54 | 58–40 |       |       |       |       |       | 61–59 |       |       |
| 2   | CB Olesa         | 22 | 13 | 9  | 1141 | 1112 | +29  | 35  |  |       | —     | 55–36 | 70–54 | 39–34 | 38–39 | 61–40 |       |       |       |       | 54–32 |
| 3   | CE Laietà        | 22 | 13 | 9  | 1178 | 1139 | +39  | 35  |  |       |       | —     | 71–53 | 56–49 | 54–40 |       |       |       | 60–53 | 42–49 | 74–44 |
| 4   | CB Mollet        | 22 | 13 | 9  | 1105 | 1036 | +69  | 35  |  |       |       |       | —     |       |       | 47–31 | 41–36 | 46–49 | 69–31 |       | 49–44 |
| 5   | JACE Calella     | 22 | 13 | 9  | 1054 | 903  | +151 | 35  |  | 52–28 | 85–40 |       | 43–41 | —     | 56–44 |       | 45–38 | 38–31 |       |       |       |
| 6   | CC Badalona      | 22 | 12 | 10 | 1015 | 989  | +26  | 34  |  | 41–46 |       |       |       |       | —     | 54–45 | 55–31 |       |       |       | 57–39 |
| 7   | UER Pineda       | 22 | 12 | 10 | 1039 | 1010 | +29  | 34  |  |       |       |       |       | 51–38 |       | —     | 59–33 | 63–39 |       | 54–42 | 64–30 |
| 8   | CB Sant Adrià    | 22 | 12 | 10 | 971  | 1002 | −31  | 34  |  |       | 45–68 | 53–60 |       |       |       |       | —     |       | 45–40 | 51–33 |       |
| 9   | CB Sant Josep    | 22 | 11 | 11 | 917  | 975  | −58  | 33  |  | 38–45 | 34–52 | 46–38 |       |       | 33–51 |       | 34–30 | —     |       |       |       |
| 10  | UE Montgat       | 22 | 8  | 14 | 1037 | 1082 | −45  | 30  |  | 56–40 |       |       |       |       |       | 46–35 | 43–51 | 54–35 | —     |       | 61–48 |
| 11  | Picadero JC      | 22 | 7  | 15 | 989  | 1148 | −159 | 29  |  |       | 54–44 | 41–56 | 40–59 | 27–38 | 34–39 |       |       |       | 52–45 | —     |       |
| 12  | CB Metropolitano | 22 | 2  | 20 | 852  | 1166 | −314 | 24  |  | 37–76 |       |       |       | 34–31 |       | 26–35 | 38–43 | 35–40 |       | 45–60 | —     |